# Arsys Software
Arsys Software (アルシスソフトウェア) - nota in seguito come Cyberhead (サイバーヘッド) - è stata una software house giapponese attiva tra il 1985 e il 2001.
Venne fondata nel 1985 da Osamu Nagano and Kotori Yoshimura, ex dipendenti di Technosoft. Il primo titolo sviluppato da Arsys fu l'action RPG Wibarm, pubblicato nel 1986 per NEC PC-8801. Ad esso fecero seguito il videogioco d'avventura Reviver: The Real-Time Adventure, pubblicato nel 1987, e lo sparatutto Star Cruiser, distribuito nel 1988.
In aggiunta ai giochi sviluppati internamente, Arsys Software si è occupata anche di porting su console giapponesi di titoli di terze parti, come Prince of Persia e Spindizzy Worlds.
Nel corso degli anni '90 l'azienda è stata accreditata come co-sviluppatore di Air Combat (insieme a Namco) e Gran Turismo (insieme a Polyphony Digital).
L'azienda ha cambiato denominazione in Cyberhead nel 1996 e ha cessato la propria attività nel 2001.

## Videogiochi
- Wibarm (1986)
- Reviver: The Real-Time Adventure (1987)
- Star Cruiser (1988)
- Knight Arms: The Hyblid Framer (1990)
- Tenka Touitsu (1990)
- Prince of Persia - porting per console giapponesi (1990)
- Spindizzy Worlds - porting per console giapponesi (1992)
- Star Cruiser II (1993)
- Battle Zeque Den (1994)
- Air Combat (1995) - co-sviluppato con Namco
- Gran Turismo (1997) - co-sviluppato con Polyphony Digital